# Salesville (Arkansas)
Salesville es una ciudad ubicada en el condado de Baxter en el estado estadounidense de Arkansas. En el Censo de 2010 tenía una población de 450 habitantes y una densidad poblacional de 38,92 personas por km².

## Geografía
Salesville se encuentra ubicada en las coordenadas 36°14′27″N 92°16′36″O / 36.24083, -92.27667. Según la Oficina del Censo de los Estados Unidos, Salesville tiene una superficie total de 11.56 km², de la cual 11.56 km² corresponden a tierra firme y (0%) 0 km² es agua.

## Demografía
Según el censo de 2010, había 450 personas residiendo en Salesville. La densidad de población era de 38,92 hab./km². De los 450 habitantes, Salesville estaba compuesto por el 95.78% blancos, el 0% eran afroamericanos, el 0.67% eran amerindios, el 0% eran asiáticos, el 0% eran isleños del Pacífico, el 0% eran de otras razas y el 3.56% pertenecían a dos o más razas. Del total de la población el 4.44% eran hispanos o latinos de cualquier raza.